# Wynn Knolls
Die Wynn Knolls sind eine Reihe kleiner Hügel auf Signy Island im Archipel der Südlichen Orkneyinseln. Sie ragen westlich des Jane Col auf.
Der Falkland Islands Dependencies Survey nahm zwischen 1947 und 1950 Vermessungen vor. Luftaufnahmen entstanden 1968 durch die Royal Navy. Das UK Antarctic Place-Names Committee benannte sie 2004 nach dem Mikrobiologen David Wynn-Williams (1946–2002), der von 1975 bis 2002 für den British Antarctic Survey tätig war.